# Mactea
Mactea is een vliegengeslacht uit de familie van de roofvliegen (Asilidae).

## Soorten
- M. avocettina Richter & Mamaev, 1976
- M. chinensis Hradský & Geller-Grimm, 2003
- M. matsumurai Hradský & Geller-Grimm, 2003
- M. pyrrhothrix (Hermann, 1914)